# Ioannis Bourousis
Ioannis Bourousis (Grčki: Γιάννης Μπουρούσης; Karditsa, 17. studenog 1983.) je grčki profesionalni košarkaš. Igra na poziciji krilnog centra, a može igrati i centra. Trenutačno je član grčkog euroligaša Laboral Kutxa.

## Karijera
Bourousis je karijeru započeo kao profesionalni plivač, međutim narastao je toliko visoko da se je okrenuo košarci. Košarkašku karijeru je započeo 2001. u dresu AEK-a iz Atene. 2006. odlazi iz Grčke i potpisuje za španjolskog prvoligaša Winterthur FC. Iste godine natrag se vraća u Grčku i potpisuje za Olympiakos. Iako je postojalo mnogo špekulacija da će odbiti produžiti ugovor s Olympiakosom i otići u NBA momčad San Antonio Spursa, Bourousis je s Olympiakosom potpisao trogodišnji ugovor vrijedan 4,8 milijuna eura.

## Grčka reprezentacija
Član je grčke košarkaške reprenetacije. S njome je na Europskom prvenstvu u Srbiji i Crnoj Gori 2005. osvojio zlatnu medalju, a bio je član reprezentacije koja je Europskom prvenstvu u Španjolskoj 2007. završila među 4 najbolje momčadi. S reprezentacijom je na Europskom prvenstvu u Poljskoj 2009. osvojio brončanu medalju.

## Vanjske poveznice
- Službena stranica  Arhivirana inačica izvorne stranice od 29. ožujka 2009. (Wayback Machine)
- Profil  Arhivirana inačica izvorne stranice od 27. lipnja 2009. (Wayback Machine) na Basketpedya.com
- Profil na Euroleague.net
- Profil  Arhivirana inačica izvorne stranice od 2. travnja 2009. (Wayback Machine) na Draftexpress.com